# 福岡大学野球部
福岡大学野球部（ふくおかだいがくやきゅうぶ、英: Fukuoka University Baseball Club）は、九州六大学野球連盟に所属する野球チーム。福岡大学の学生によって構成されている。西南学院大学との福西戦（西福戦）が看板カードとなっている。

## 歴史
1936年（昭和11年）創部。1957年（昭和32年）より、九州六大学野球連盟に所属。
全国大会での主な戦績は以下。
- 1972年（昭和47年）、第21回全日本大学野球選手権大会1回戦で優勝した関西大学4年山口高志投手に完投され1-2で惜敗。
- 1974年（昭和49年）、第5回明治神宮野球大会準決勝（ベスト4）で江川卓と中林千年の1年生両投手がいる法政大学に0-1で惜敗。
- 1976年（昭和51年）、第7回明治神宮野球大会2回戦で優勝した3年江川卓投手らがいる法政大学に1-4で敗退。
- 2012年（平成24年）、3年梅野隆太郎捕手らを擁して、第43回明治神宮野球大会2回戦で4年東浜巨投手らがいる亜細亜大学に0-1で惜敗。
- 2021年（令和3年）、仲田慶介や中軸井上絢登ら4年生の打撃陣を擁して、第70回全日本大学野球選手権記念大会準々決勝で国学院大学を2×-1（延長10回）で下し、準決勝（ベスト4）で福井工業大学に0-2で敗退。
- 2022年（令和4年）、第71回全日本大学野球選手権大会初戦2回戦で九州共立大学を2-0で下し、準々決勝で準優勝した上武大学に3-5で敗退した。

九州六大学リーグ戦では、九州国際大学との2強時代を長く築いている。

## 本拠地
平成19年度以降
- 野球場（福岡県福岡市西区西都）
- 二記念会堂横グラウンド（福岡県福岡市城南区七隈）

## 記録
※ 2023年公式戦終了時点
- 優勝 61回（リーグ最多）
- 全日本大学野球選手権出場31回　ベスト4進出1回（2021年）
- 明治神宮野球大会出場10回　ベスト4進出1回（1974年）

## 出身者

### プロ野球選手
- 竹之内徹（大洋 - ロッテ）
- 御船英之（ダイエー - 広島 - 近鉄）
- 井場友和（富士重工 - 日本ハム - 興農 - 長崎セインツ）
- 相木崇（オリックス - 阪神 - 松下電器・パナソニック）
- 喜田剛（阪神 - 広島 - オリックス - 横浜）
- 萱島大介（ローソン - 阪神）、後に競輪選手に転向
- 入野久彦（巨人 - 楽天）
- 藤原紘通（NTT西日本 - 楽天）
- 川頭秀人（ソフトバンク - 熊本ゴールデンラークス）
- 白仁田寛和（阪神 - オリックス）
- 榎田大樹（東京ガス - 阪神 - 西武）
- 川﨑成晃（熊本ゴールデンラークス - ヤクルト）
- 岳野竜也（西武）
- 甲斐雄平（阪神）
- 梅野隆太郎（阪神）
- 信楽晃史（宮崎梅田学園 - ロッテ）
- 中島彰吾（東京ヤクルト）
- 宮田輝星（日本ハム）
- 上原幸真（琉球ブルーオーシャンズ）
- 仲田慶介（ソフトバンク- 西武）
- 井上絢登（徳島インディゴソックス - DeNA）
- 木下里都（阪神）

### 高校野球指導者
- 上之園大悟（鹿児島高校監督）
- 宮本修司（日向学院高校監督）
- 与那覇智（長崎日本大学高校副部長）
- 佐野徹（大分高校）
- 廣瀬茂（大分高校部長）
- 重本哲（高稜高校監督）
- 内藤進（山口高校監督）
- 塚本涼（日出総合高校監督）
- 久保喬史（宮崎・福島高校監督）
- 松本勝（別府羽室台高校部長）
- 布志木信晴（長崎南山高校監督）
- 東秀樹（山口鴻城高校監督）
- 鬼塚佳幸（沖学園高校監督）
- 井上隆三（鹿児島城西高校部長）
- 副島浩史（唐津工業高校監督）
- 溝口拓朗（糸島高校監督）
- 永井孝裕（中村三陽高校監督）
- 中野雄斗（城南高校監督）
- 福田隆介（久留米商業高校部長）

### その他の著名人
- 寺田健人（大分朝日放送→ベスティ所属のフリーアナウンサー）